# Choucador de Meves
Lamprotornis mevesii
Espèce
Statut de conservation UICN

 LC  : Préoccupation mineure
Le Choucador de Meves (Lamprotornis mevesii) est une espèce d'oiseaux de la famille des Sturnidae.

## Répartition
Cet oiseau vit en Angola, en Zambie, au Malawi, en Namibie, au Botswana, au Zimbabwe, en Mozambique et en Afrique du Sud.

## Galerie

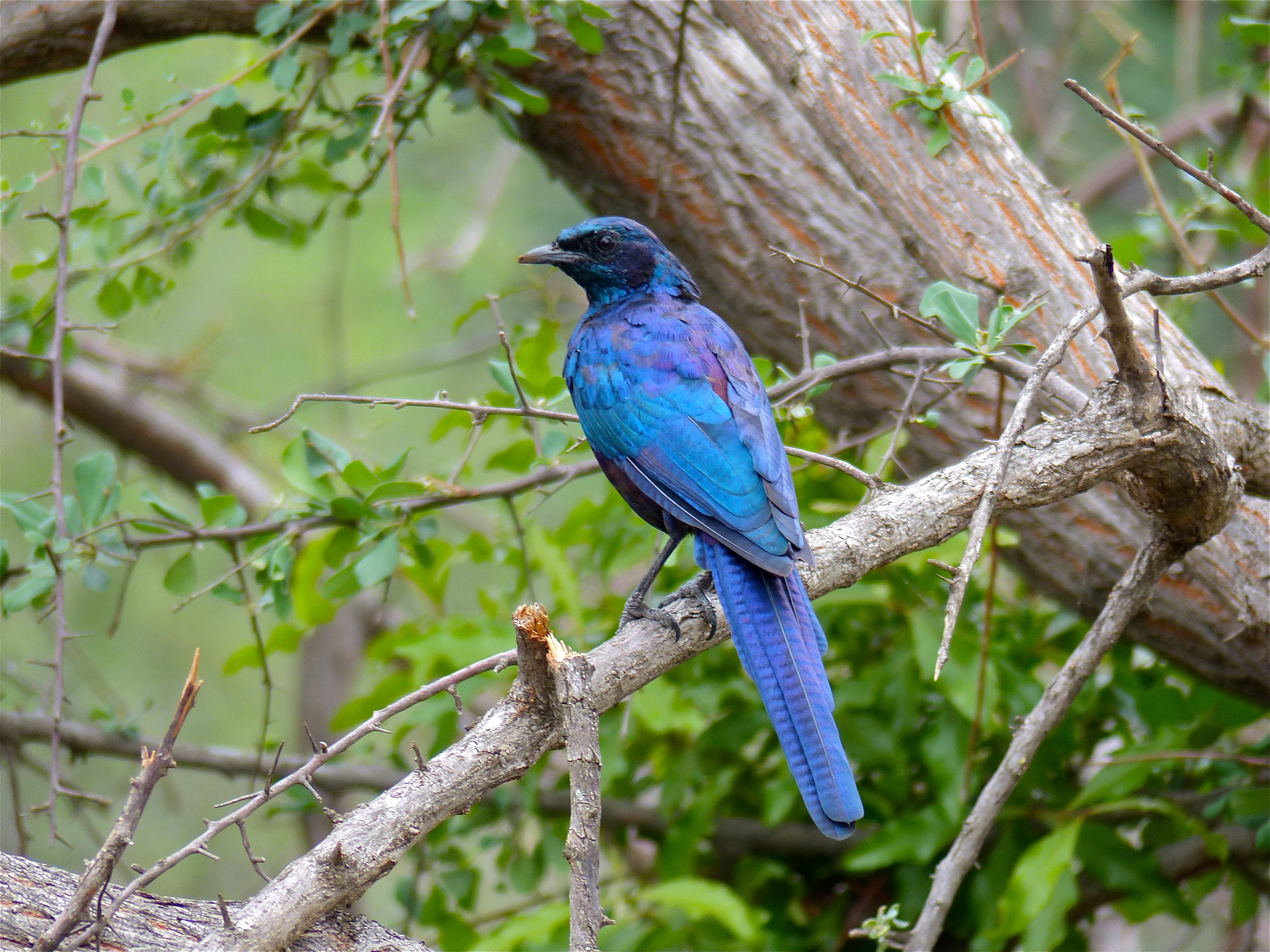
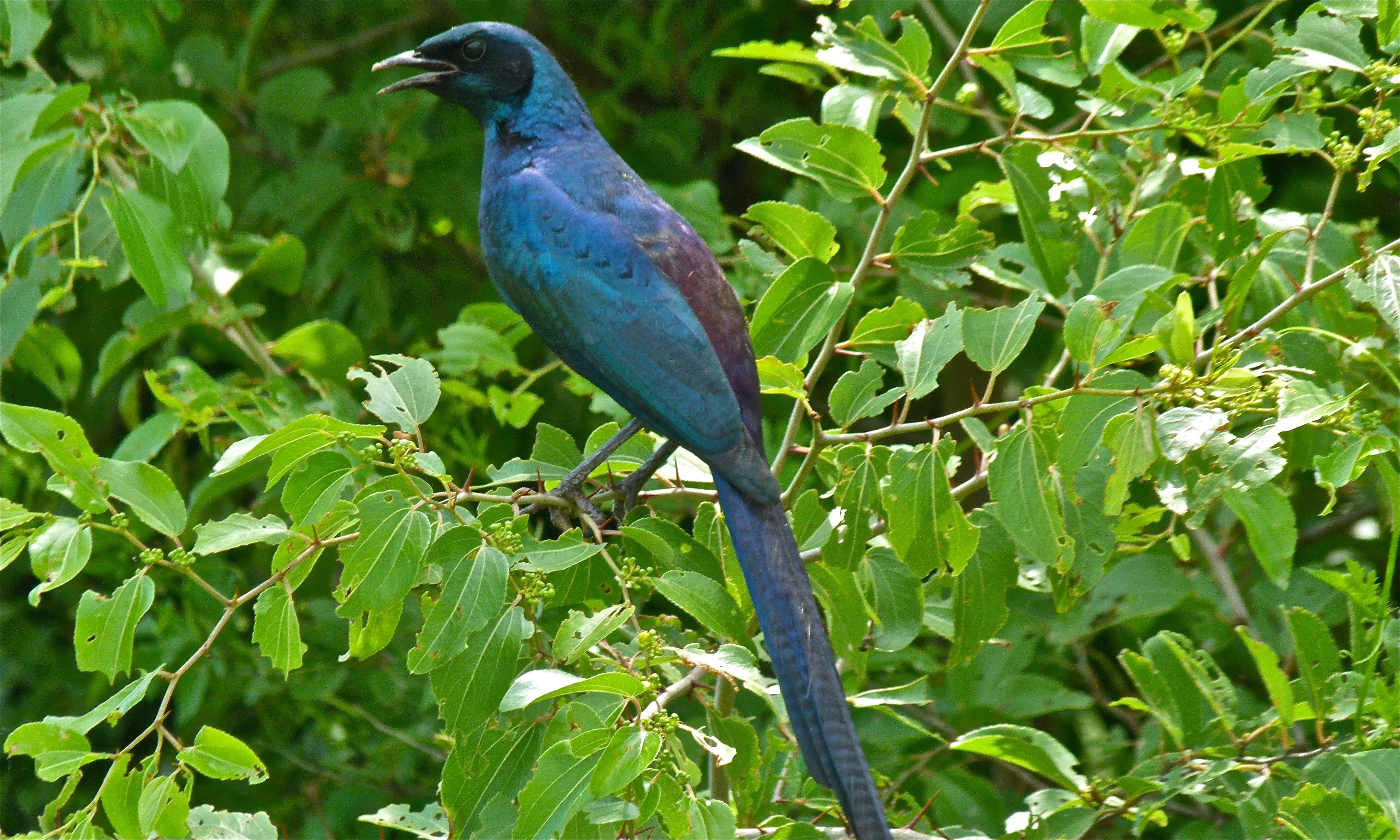
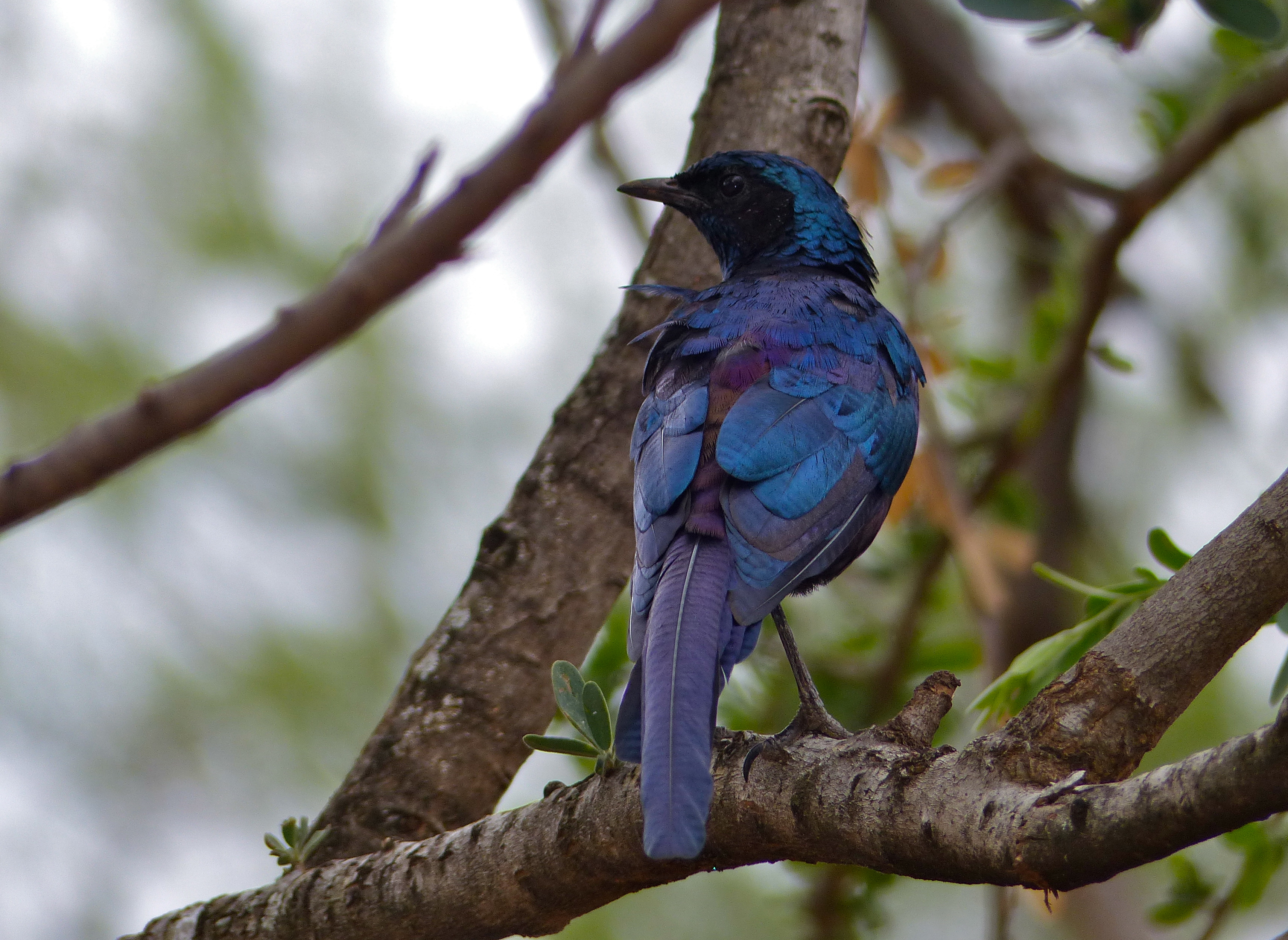

### Liens Externes
- (fr) Oiseaux.net : Lamprotornis mevesii (+ répartition)
- (en) Congrès ornithologique international : Lamprotornis mevesii dans l'ordre Passeriformes
- (fr + en)  Avibase : Lamprotornis mevesii (+ répartition)
- (en) UICN : espèce Lamprotornis mevesii (consulté le 3 septembre 2020)